# Emile Shoufani
Emile Shoufani (in arabo أميل شوفاني‎?; Nazareth, 24 maggio 1947 – Nazareth, 18 febbraio 2024) è stato un presbitero palestinese con cittadinanza israeliana, archimandrita melchita, insignito del premio UNESCO per l'educazione alla Pace nel 2003.

## Biografia
(Emile Shoufani,le curé de Nazareth)
Emile Shoufani è il secondo di otto figli cresciuti da un padre cristiano melchita e da una madre cristiana ortodossa nel villaggio arabo di Eliaboun, a pochi chilometri da Nazareth. Quando Shoufani aveva circa un anno e mezzo, pochi mesi dopo la fondazione di Israele, il 30 ottobre 1948, il villaggio in cui Shoufani viveva con la sua famiglia fu invaso dall'esercito israeliano in quella che era la prima guerra arabo-israeliana. Gli abitanti del villaggio si rifugiarono nella locale chiesa cattolica, e tre preti cattolici si fecero trovare con una bandiera bianca che consegnarono nelle mani dei soldati israeliani, ma non bastò : gli israeliani divisero gli uomini dalle donne e bambini, e costrinsero gli uomini a camminare per diversi chilometri, per poi abbatterli a colpi di fucile. Fra questi c'erano il nonno e lo zio di Emile Shoufani.
Emile fu cresciuto dalla nonna Fadwa, quest'ultima gli insegnò il valore del perdono e del rifiuto dell'odio. Divenuto chierichetto nella chiesa di Eilaboun, costruita dopo il 1949, fu presto affascinato dalla liturgia ed entrò in seminario all'età di 13 anni. Inviato in Francia dai suoi superiori a 17 anni, studia filosofia e teologia al Seminario di Morsang-sur-Orge, poi al Seminario di San Sulpizio di Issy-les-Moulineaux nel 1966. Studiando in Francia, Shoufani viene a conoscenza di documenti sulla Shoah e si reca personalmente a Dachau. Questa esperienza lo sconvolge, perché a suo dire la comunità araba del Medio Oriente tende a negare o a minimizzare l'Olocausto e non ha accesso ai documenti che sono visibili in Europa.

## Sacerdozio
Emile Shoufani è archimandrita nell'Arcieparchia di Akka, in Galilea. Ha insegnato al Seminario e al Liceo San Giuseppe a Nazareth, dove è diventato direttore nel 1976. Attualmente è parroco di Nazaret. Nel collegio dove metà degli studenti sono musulmani e uno cristiano, p. Shoufani lavora ogni giorno per incoraggiare l'insegnamento dei valori democratici e del dialogo. Da oltre vent'anni, gli incontri con le scuole ebraiche si svolgono tre volte all'anno.

## Pellegrinaggio interreligioso ad Auschwitz-Birkenau
Shoufani è convinto che un primo passo verso la riconciliazione fra arabi e israeliani sia quello di far conoscere l'Olocausto agli arabi, i quali spesso vivono immersi in un contesto culturale di negazionismo. Per esempio l'organizzazione Hamas ha presentato i Protocolli dei savi di Sion come un documento storico autentico e ha più volte chiesto all'Agenzia delle Nazioni Unite per i rifugiati palestinesi di non parlare più della Shoah nei corsi di formazione.
Alla fine del 2002 Shoufani inizia a organizzare il primo viaggio ebraico-arabo ad Auschwitz-Birkenau, che ha luogo nel maggio 2003. Jean Mouttapa, direttore delle Edizioni Albin Michel e attivista del dialogo interreligioso, porta un valido aiuto nell'organizzazione della parte francese del pellegrinaggio e crea l'associazione "Memoria per la Pace". Questa iniziativa, sostenuta da molti intellettuali in Israele, ha attirato oltre 500 persone e gli è valso nello stesso anno il Premio UNESCO per l'educazione alla pace.

## Museo arabo sulla Shoah
In seguito a questo pellegrinaggio, nel 2005 Nazareth vede la fondazione del primo Museo arabo sulla Shoah, per iniziativa di un avvocato arabo-israeliano, Khaled Kasab Mahameed. La fondazione di questo museo non è stata priva di polemiche, sia da parte arabo-israeliana che da parte ebraico-israeliana. Un anno dopo, un insegnante arabo-israeliana ha fatto notare alla stampa che mentre il museo di Nazaret aveva preso molta documentazione dal Museo sull'Olocausto di Gerusalemme Yad Vashem, fino al 2006 il museo israeliano non prevedeva nessuna traduzione in lingua araba.
Sulla situazione degli arabi israeliani, Shoufani ha un atteggiamento moderato:
Io sono assolutamente convinto che gli arabi israeliani non parteggiano per i palestinesi, né sarebbero mai disposti ad andare a vivere un giorno nel futuro Stato palestinese. Però non bisogna nemmeno demonizzare tutto ciò che è arabo perché altrimenti si innescano reazioni contrastanti.
 
Come religioso non sono d'accordo neanche nel far passare un messaggio contro l’Islam, perché tra uomini di fede ci si incontra sempre. Dopo cinquant’anni di convivenza, i nostri rapporti col mondo israeliano sono profondamente cambiati, c’è un rispetto reciproco, però non di rado ci sentiamo ancora guardati come dei cittadini un po’ diversi»
(intervista di G. Sasinini)